# Svanstein
Svanstein (Fins: Turtola) is een dorp binnen de Zweedse gemeente Övertorneå. Svanstein ligt aan de Riksväg 99. Het ligt tevens aan de Torne. Voor 1899 heette het dorp Turtola, gelijk aan de naam van het Finse dorp aan de overzijde van de rivier. In 1753 werd besloten dat er een brug naar het noorden, richting Kengis moest komen; deze ijzeren brug is rond 1820 aangelegd over de Kuittasjoki. De brug was een ontwerp van Abraham Steinholz. De naam van het dorp is een samentrekking van twee de familienamen: van Steinholz en zijn echtgenote Sara Svanberg . Rond Svanstein ligt een wintersportgebied met 16 skipistes.

## Geboren
- Cecilia Wikström (1965), politica, predikante en schrijfster